# 貓女 (鬼太郎)
貓女是日本漫畫家水木茂創作的漫畫《鬼太郎》的貓妖。

## 概要
在漫畫裡首次登場的集數為1967年發表的「貓女與鼠男」（日语：猫娘とねずみ男），受鬼太郎之託前來懲罰嚇唬鼠男。
原先是出場後就沒特別出現的配角，之後受到鬼太郎後續動畫的影響，而成為劇情固定班底之一。
初次的造型是西瓜皮頭、身著白色上衣、背心裙的打扮，當時尚未有後來動畫中出現的蝴蝶結打扮。
外型為普通人類少女，只有眼睛像猫、但看到老鼠、魚時臉部會興奮變回貓的形態，與鼠男同樣是人類與妖怪生的半妖，不過妖力比鼠男強很多。个性有点野丫头。
水木茂連載鬼太郎漫畫前，曾在1958年發表了作品「怪奇猫娘」，內容是描述一位名叫「綠」（みどり）、看到魚和老鼠時行為和臉蛋就會變成猫的少女，之後1960年「墓場鬼太郎」登場的少女「寢子」也沿用了該篇故事的角色設定，此兩者可謂貓女尚未出現時的前身角色。
在青少年鬼太郎的漫畫系列「続ゲゲゲの鬼太郎」中，面貌上改成在左右臉頰留著貓鬚，外型打扮為穿著高級貂皮大衣的貴婦人造型，就讀於「怪奇女子大學」的「不可思議學科」。前來與鬼太郎住在同一間房宿裡，行為上帶著一點傲慢但很體貼地將打工賺來的錢用來照料鬼太郎的生活起居。和同住在鬼太郎房宿裡的鼠男彼此看不順眼，於是偷偷設計讓鼠男去偷挖假冒的金幣拿去變賣、使他有詐欺的行為而被警方逮捕離開房宿。但最後不小心好奇翻閱了鼠男故意放在房間裡用來召喚惡魔的書籍，意外喚醒了書裡的惡魔而被吸入書中、不幸消失在世上。但在後續的「野球狂の卷」再度出現，外型改回較嬌小的身材及雙馬尾的造型。
貓女在星野龍一繪製的鬼太郎漫畫「ゲゲゲの鬼太郎 妖怪千物語」裡初期的造型為長髮、身著厚重的洋裝、胸口繫著鈴鐺的打扮，並在手指上穿戴著族群相傳下來的銀製戒指。但自第19篇開始就改成和ゲゲゲの鬼太郎動畫第五作裡的貓女相同的造型。

## 動畫版本
第一作
模樣與原作「猫娘とねずみ男」相同，頂著黑色西瓜皮的短髮，背心裙的造型，
對於人類的態度冷淡。
在第一作動畫第20集登場後就沒有再出現。
第二作
第二作動畫裡；貓女從之前的小配角升格為固定班底角色之一。，外觀上和第一作
同為西瓜皮的髮型外、在頭後方掛上粉色的蝴蝶結，头发褐色，身著紅底帶黃色水圓點的無袖連身洋裝。
有在家務事方面拿手、對鬼太郎抱持好感、以及與鼠男吵嘴的各種場面描寫。
對於鬼太郎會用敬語稱之。在鬼太郎用「小貓」稱呼的時候雖然非常動搖，但隨後就稱眼珠老爹為義父。
第三作
性格上設定成活力的俏皮ㄚ頭，身材與前二作比起來較成熟女性化，头发棕色，后脑勺换成紅色蝴蝶结，衣著上
也有出現比前兩作較多不同的打扮造型(和服、洋裝、體育服‧‧等)。
會主動對鬼太郎表示內心對他的好感，與第三作動畫登場的人類少女天童夢子是好友；
但彼此也是情場上爭奪鬼太郎的情敵。
被鬼太郎稱讚「貓女做的木天寥餅最棒了!」
在本篇動畫中也擔任喜劇要素的搞笑型角色，與鼠男之間除了有慣例的爭吵場面外、
也增加了互相打鬧開玩笑的場景。
身長 / 146cm→152cm・体重 / 39kg→45kg（中间有做改动）
三围/ B 80cm（C）W 54 cm H 83 cm(为本作的设定)
第四作
髮型改成紫色西瓜皮，虹膜绿色，粉色蝴蝶结，身材也改回像第一、二作般較袖珍的體型，臉蛋貌像較靦腆、眼睛輪廓
畫法也比先前更貼近貓的模樣。
對鬼太郎默默抱持著好感，但沒有刻意去吃他的醋的場面描寫。
與第三作的夢子不同，雖然也有人類少女村上祐子登場，但沒有三角關係的氣氛。
對於鼠男個人雖很不以為意，但也有擔心他生命安全、給予他幫助的一面。
食物是便利商店的貓罐頭。
是五個作品裡唯一比鬼太郎矮的貓女。
在第四作第101集被設定變成妖怪前的原型是抱著一隻紫色小貓的女孩，具体原因与过程不明确。
在第89话曾在與鼠男的爭吵與獨白中提及自己「不會長大(似乎是指成長極端緩慢，因为是妖怪)」，
並有被印度妖怪‧罗刹的操控下一度變化為成熟的長髮美女的情節。
身長 / 141cm・体重 / 34kg（同为本作品设定）
第五作
身材上和第三作同樣較成熟女性化的貓女，髮型不像前幾作為西瓜皮頭而改成秀麗瀏海的紅色短髮，虹膜黄色，粉色或黃色蝴蝶結，嘴里有虎牙。
日常生活中積極地待在人類社會裡打工掙錢，因為接觸多樣工作職務的關係，是歷代作品裡擁有最多各種制服打扮造型的貓女。
性格上同時也是歷代作品中最會吃醋的，只要一有漂亮的女性接近鬼太郎就會不高興，经常觉得鬼太郎对人类女孩子（特别是美女）没抵抗力。想和鬼太郎约会，可是鬼太郎总是和眼球老爹一起，美梦总是很少实现。
曾經為了救鬼太郎而把後腦的蝴蝶結解開，緞帶意外的很長。
第五作貓女在本次動畫全部集數皆有登場，取代了原先在鬼太郎身旁出現次數最多的鼠男，可說是被實際升格第一配角與女主角的地位。
第六作
身材與所有前作相比最細緻成熟化的貓女，頭髮與第四作一樣是紫色但髮型改成包包頭和細緻的劉海，與鬼太郎身高差也是歷代最多，穿著紅色高跟鞋。
性格上加深了傲嬌的設定，此外也經常以手機簡訊跟該作角色犬山真奈進行連繫或是用手機閱覽類似Twitter的網站，有時也會在網站上發言，並藉此得知與妖怪相關的事件和情報，就某方面來說取代了妖怪信箱的功能，被犬山真奈稱作「貓姐（ねこねさん）」（原本的稱呼為「貓女小姐（ねこ娘さん）」但自第二話的事件之後就改為了現在的稱呼）。仍對鬼太郎抱有好感，總是在背後為鬼太郎默默地付出。在第四十七話被真奈的力量無意消滅，衹剩頭上的髮帶在地上。第四十九話鬼太郎擊敗無名氏後變成蘿莉復活，举动和性格等變得和普通小孩没两样。在第五十一話妖力回復而變回原來的身型。

## 能力
爪牙
貓女最大的武器。指甲跟貓一樣可以伸縮，其鋒利程度能夠輕鬆切斷粗繩等物。
在四期裡當同伴們全落入陷阱的大洞時瞬間就挖出了逃跑的通道。
也是拿來制裁鼠男的絕佳利器。
運動能力
行動迅速靈敏。曾說過「論速度的話我是不會輸給鬼太郎的!」這樣的話。事實上，貓女的速度的確非常高竿。
貓語
能夠跟貓溝通，可以獲得情報或用來通知同伴。

## 配音員及演员
- 动画
  - 山口奈奈（第一作）
  - 小串容子（第二作）
  - 三田友子（第三作）
  - 西村千奈美（第四作）
  - 今野宏美（第五作）
  - 庄司宇芽香（第六作）
  - 中川翔子（墓场鬼太郎）
- 游戏
  - 宮村優子（ゲゲゲの鬼太郎 異聞妖怪奇譚）
- 电影
  - 田中麗奈
- 电視劇
  - 森川葵（水木茂的怪怪怪怪談）
- 中文
  - 雷碧文（第四作、第五作）、張雅婕（第六作）（台灣）
  - 楊善諭（第五作）、劉惠雲（電影版妖怪手錶：光影之卷 鬼王的復活）（香港）

## 資料
- 身長：136cm
- 体重：29kg
- 年齡：比鬼太郎年長一歲（昭和28年生）。
- 居住地：東京某處中華拉麵店旁的神社→ゲゲゲの森→妖怪横町（大陆翻译妖怪小镇）

### 墓場鬼太郎
水木茂早期作品裡看到魚、老鼠便會興奮變成貓妖的少女角色「寢子」，詳見墓場鬼太郎。

## 电影版
由田中丽奈演出。紅色或黃色蝴蝶结，也对鬼太郎抱有好感。